# Педроса, Эусебио
Эусебио Педроса (исп. Eusebio Pedroza; 2 марта 1953, Панама, Панама — 1 марта 2019) — панамский боксёр-профессионал выступавший в полулёгкой весовой категории. Чемпион мира по версии WBA (15 апреля 1978 — 8 июня 1985) и претендент на этот же титул (1976). Один из кумиров молодого Майка Тайсона.

## Биография
Эусебио Педроса дебютировал на профессиональном ринге 1 декабря 1973 года победив техническим нокаутом Хулио Гарсию (1-1-3). 18 января 1975 года, в своем 10-м поединке потерпел первое поражение от колумбийского боксёра Альфонсо Переса (16-0-2). 3 апреля 1976 года, в своем 16-м поединке, потерпел второе поражение в карьере, проиграв мексиканцу Альфонсо Саморе (24-0) в бою за титул чемпиона мира в полулёгком весе по версии WBA. В своем следующем поединке, потерпел ещё одно поражение от Оскара Арнала (14-0).
15 апреля 1978 года победил испанца Сесилио Ластару (26-2) завоевал титул чемпиона мира по версии WBA в полулёгком весе. Провёл 19 защит титула.
После потери титула провёл ещё пять поединков, три из которых выиграл, а два — проиграл.